# إذاعة البيض
إذاعة البيض هي إذاعة محلية بولاية البيض الجزائرية تبث برامجها باللغة العربية على موجة أف أم 100.10. بدأت بثها بتاريخ 8 سبتمبر 2003.

## وصلات خارجية
- قائمة الإذاعات المحلية بالجزائر
- الموقع الرسمي لإذاعة البيض
- شبكة الإذاعات الجهوية

قالب:إذاعات جزائرية